# Tim Blake Nelson
Timothy Blake Nelson (Tulsa, 11 de Maio de 1964) é um ator, roteirista, dramaturgo, escritor e diretor norte-americano. Descrito como um "ator moderno", seus papéis incluem Delmar O'Donnell em O Brother, Where Art Thou? (2000), Gideon em Minority Report (2002), Dr. Pendanski em Holes (2003), Dr. Jonathan Jacobo em Scooby-Doo 2: Monsters Unleashed (2004), Danny Dalton Jr. em Syriana (2005), Samuel Sterns no Universo Cinematográfico Marvel, Richard Schell em Lincoln (2012), o personagem-título de The Ballad of Buster Scruggs (2018) e Henry McCarty em Old Henry (2021). Ele interpretou Wade Tillman / Espelho na série limitada Watchmen (2019), da HBO, pela qual recebeu uma indicação ao Critics' Choice Television Awards de Melhor Ator Coadjuvante em Série Dramática, em 2020.
Os créditos de direção de Nelson incluem Eye of God (1997), que foi indicado ao Grande Prêmio do Júri de Sundance e ao Independent Spirit Award; O (2001), uma adaptação moderna de Otelo; e o drama do Holocausto The Grey Zone (2001). Eye of God e The Gray Zone foram adaptados das próprias peças de Nelson. Nelson também co-dirigiu videoclipes para Billy Woods e Kenny Segal, incluindo "Babylon by Bus" e "Soft Landing". Ele também co-dirigiu o videoclipe de Armand Hammer feat. "Trauma Mic", de Pink Siifu.
Nelson publicou recentemente seu romance de estreia, City of Blows (2023), um retrato épico de grupo de quatro homens lutando pelo controle de um roteiro em uma Hollywood em mudança radical.

## Biografia
Nelson nasceu em uma família judia em Tulsa, Oklahoma, filho de Ruth Nelson (nascida Kaiser), um notável ativista social e filantropa de Tulsa, e Don Nelson, geólogo e explorador florestal. Seu tio materno é o empresário George Kaiser.
Seus avós maternos, Herman Geo. Kaiser e Kate Kaiser, filha do empresário Max Samuel, eram alemães e escaparam dos nazistas pouco antes da Segunda Guerra Mundial. Eles se mudaram para a Grã-Bretanha em 1938,  onde a mãe de Nelson nasceu, e imigrou para os Estados Unidos em 1941. A família de seu pai eram emigrantes judeus-russos.
Nelson frequentou o Oklahoma Summer Arts Institute no Quartz Mountain Resort Arts and Conference Center em Lone Wolf, Oklahoma.
Nelson formou-se em 1982 pela Holland Hall School em Tulsa, e pela Brown University, onde se formou em clássicos e também como orador sênior em sua turma de 1986. Na Brown, ele estudou com a filósofa Martha Nussbaum. Ele é membro da Sociedade Phi Beta Kappa. Ele ganhou o prêmio Workman/Driskoll por excelência em estudos clássicos. Ele se formou na Juilliard em 1990, membro do Grupo 19.

## Carreira

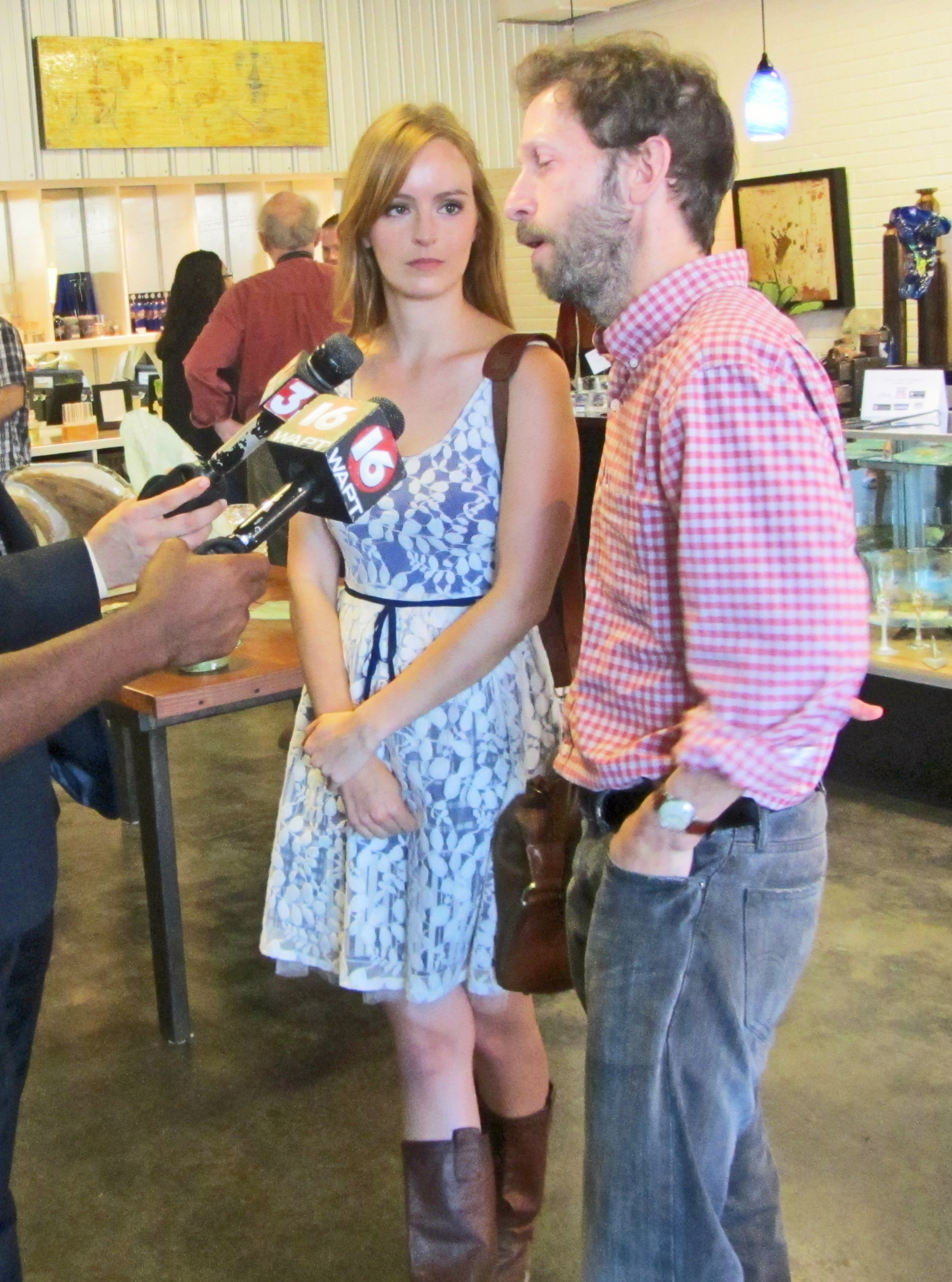
Nelson com Ahna O'Reilly em 2012.

A peça de estreia de Nelson, Eye of God, foi produzida no Seattle Repertory Theatre em 1992. The Grey Zone estreou no MCC Theatre em Nova York em 1996, onde seu trabalho de 1998, Anadarko, foi produzido. Ele foi co-estrela do programa de comédia The Unnaturals, que foi exibido no HA! (mais tarde CTV, e se transformaria em Comedy Central) entre 1989 e 1991, ao lado de Paul Zaloom, John Mariano e Siobhan Fallon Hogan.
Nelson já apareceu como ator de cinema, TV e teatro. Ele teve um papel de destaque como Delmar no filme O Brother, Where Art Thou? de acordo com os diretores Joel e Ethan Coen, ele foi o único do elenco ou da equipe técnica que leu a Odisseia de Homero, história na qual o filme é vagamente baseado. Ele cantou "In the Jailhouse Now" na trilha sonora do filme (que recebeu o Grammy Award de Álbum do Ano em 2002). Ele teve diversas atuações coadjuvantes em longas-metragens como Holes, Minority Report, Syriana e Lincoln. Ele também apareceu nas adaptações da Marvel Comics, The Incredible Hulk e Fantastic Four.
Nelson narrou o audiolivro de 2001, At the Altar of Speed: The Fast Life and Tragic Death of Dale Earnhardt, Sr. Ele apareceu no palco extensivamente off-Broadway em Nova York em teatros como Manhattan Theatre Club, Playwrights Horizons, Manhattan Class Company, Soho Repertory Theatre, New York Theatre Workshop e Central Park's Open Air Theatre nas peças de Shakespeare Richard III, Troilus and Cressida e A Midsummer Night's Dream.
Ele dirigiu versões cinematográficas de suas peças The Grey Zone e Eye of God (pelas quais recebeu uma indicação ao Independent Spirit Awards para o prêmio Someone to Watch) e dirigiu dois de seus roteiros originais: Kansas (1998) e Leaves of Grass ( 2009). Dirigiu o filme O, baseado em Otelo e ambientado em uma escola secundária moderna. Por Eye of God, recebeu o Prêmio Bronze de Tóquio no Festival Internacional de Cinema de Tóquio (1997) e o Prêmio Independente Americano no Festival Internacional de Cinema de Seattle (1997); por O, o Prêmio de Melhor Diretor no Festival Internacional de Cinema de Seattle (2001); e por The Grey Zone, Prêmio Liberdade de Expressão do National Board of Review (2002). Ele faz parte do conselho de administração do The Actors Center em Nova York e do Soho Rep Theatre.
Nelson estrelou como ator convidado no episódio "Working Stiffs" da 10ª temporada de CSI: Crime Scene Investigation. No episódio "My Brother's Bomber" (exibido em 29 de setembro de 2015) da série investigativa da PBS, Frontline, ele falou sobre a perda de seu amigo David Dornstein no atentado de 1988 no voo 103 da Pan Am sobre Lockerbie, na Escócia.
Em 2018, Nelson interpretou o personagem-título em The Ballad of Buster Scruggs, uma antologia de faroeste de Joel e Ethan Coen, depois de receber o roteiro original 16 anos antes, em 2002. O filme foi lançado na Netflix em 16 de novembro, após uma exibição limitada nos cinemas, e recebeu críticas positivas, com muitos destacando o desempenho de Nelson e seu segmento geral. Ele interpretou Ralph Myers no drama/drama jurídico Just Mercy (2019). Em janeiro de 2023 ele se juntou ao elenco de Dune: Part Two, embora seu papel tenha sido eliminado do filme.

### Dramaturgo
A peça Socrates, de Nelson, estreou no The Public Theater em 2019, estrelada por Michael Stuhlbarg. Foi recebido favoravelmente por inúmeras publicações, incluindo o New York Times.

## Vida Pessoal
Nelson mora na cidade de Nova Iorque com sua esposa, Lisa Benavides, e seus três filhos. Em 8 de maio de 2009, ele foi empossado como membro honorário do capítulo Beta de Oklahoma da Universidade de Tulsa da sociedade de honra colegiada nacional Phi Beta Kappa.

## Filmografia

### Filmes
| Ano  | Título                               | Personagem                  | Notas                                         |
| ---- | ------------------------------------ | --------------------------- | --------------------------------------------- |
| 1992 | This Is My Life                      | Dennis                      |                                               |
| 1993 | Motel Blue 19                        | Luther adulto (voz)         | não-creditado                                 |
| 1994 | Amateur                              | Jovem Detetive              |                                               |
| 1995 | Heavyweights                         | Roger Johnson               |                                               |
| 1996 | Joe's Apartment                      | Barata (voz)                |                                               |
| 1997 | Eye of God                           | —                           | Diretor e roteirista                          |
| 1997 | Donnie Brasco                        | Técnico do FBI              |                                               |
| 1997 | Prix Fixe                            | Garoto no ônibus            | Curta-metragem                                |
| 1998 | The Thin Red Line                    | Pvt. Lysander Tills         |                                               |
| 1998 | Kansas                               | —                           | Short film; director and writer               |
| 2000 | Hamlet                               | Capitão                     |                                               |
| 2000 | O Brother, Where Art Thou?           | Delmar O'Donnell            |                                               |
| 2001 | O                                    | —                           | Director                                      |
| 2001 | The Grey Zone                        | —                           | Curta-metragem; roteirista, produtor e editor |
| 2002 | The Good Girl                        | Bubba                       |                                               |
| 2002 | Cherish                              | Daly                        |                                               |
| 2002 | Minority Report                      | Gideon                      |                                               |
| 2003 | A Foreign Affair                     | Jake Adams                  | Também produtor executivo                     |
| 2003 | Holes                                | Dr. Kiowa "Mom" Pendanski   |                                               |
| 2003 | Wonderland                           | Billy Deverell              |                                               |
| 2004 | Scooby-Doo 2: Monsters Unleashed     | Dr. Jonathan Jacobo         |                                               |
| 2004 | The Last Shot                        | Marshal Paris               |                                               |
| 2004 | Bereft                               | Dennis                      |                                               |
| 2004 | Meet the Fockers                     | Oficial Vern LeFlore        |                                               |
| 2005 | The Amateurs                         | Barney Macklehatton         |                                               |
| 2005 | My Suicidal Sweetheart               | Vários                      |                                               |
| 2005 | The Big White                        | Gary                        |                                               |
| 2005 | Syriana                              | Danny Dalton                |                                               |
| 2006 | Come Early Morning                   | Tio Tim                     |                                               |
| 2006 | The Darwin Awards                    | Perp                        |                                               |
| 2006 | Hoot                                 | Curly                       |                                               |
| 2006 | Fido                                 | Mr. Theopolis               |                                               |
| 2007 | The Astronaut Farmer                 | Kevin Munchak               |                                               |
| 2008 | The Incredible Hulk                  | Samuel Sterns               |                                               |
| 2008 | American Violet                      | David Cohen                 |                                               |
| 2009 | Saint John of Las Vegas              | Militant Ned                |                                               |
| 2009 | Leaves of Grass                      | Bolger                      | Também diretor, roteirista e produtor         |
| 2011 | Flypaper                             | Peanut Butter               |                                               |
| 2011 | Yelling to the Sky                   | Coleman                     |                                               |
| 2011 | Detachment                           | Mr. Wiatt                   |                                               |
| 2011 | The Big Year                         | Fuchs                       |                                               |
| 2012 | Big Miracle                          | Pat Lafayette               |                                               |
| 2012 | Lincoln                              | Richard Schell              |                                               |
| 2013 | Blue Caprice                         | Ray                         |                                               |
| 2013 | As I Lay Dying                       | Anse                        |                                               |
| 2013 | Child of God                         | Xerife Fate                 |                                               |
| 2013 | Snake and Mongoose                   | Mike McAllister             |                                               |
| 2014 | The Homesman                         | Freighter                   |                                               |
| 2014 | The Sound and the Fury               | Pai                         |                                               |
| 2014 | Kill the Messenger                   | Alan Fenster                |                                               |
| 2014 | Rickover: The Birth of Nuclear Power | Admiral Hyman Rickover      | Documentário                                  |
| 2015 | Anesthesia                           | Adam Zarrow                 | Também diretor, roteirista e produtor         |
| 2015 | Fantastic Four                       | Dr. Harvey Allen            |                                               |
| 2016 | The Confirmation                     | Vaughn                      |                                               |
| 2016 | Colossal                             | Garth                       |                                               |
| 2016 | Billy Lynn's Long Halftime Walk      | Wayne Pfister               |                                               |
| 2017 | Deidra & Laney Rob a Train           | Truman                      |                                               |
| 2017 | The Vanishing of Sidney Hall         | Johan Tidemand              |                                               |
| 2017 | The Institute                        | Dr. Lemelle                 |                                               |
| 2018 | Monster                              | Leroy Sawicki               |                                               |
| 2018 | The Ballad of Buster Scruggs         | Buster Scruggs              | Segmento: "The Ballad of Buster Scruggs"      |
| 2019 | The Report                           | Raymond Nathan              |                                               |
| 2019 | Arara                                | Thomas                      |                                               |
| 2019 | The Hustle                           | Portnoy                     | não-creditado                                 |
| 2019 | Angel Has Fallen                     | Vice President Martin Kirby |                                               |
| 2019 | Just Mercy                           | Ralph Myers                 |                                               |
| 2019 | Zeroville                            | Professor Kohn              |                                               |
| 2019 | The True Don Quixote                 | Don Quixote                 |                                               |
| 2019 | The Jesus Rolls                      | Doctor                      |                                               |
| 2021 | Naked Singularity                    | Angus                       |                                               |
| 2021 | Old Henry                            | Henry                       | Também produtor executivo                     |
| 2021 | Ghosts of the Ozarks                 | Torb                        |                                               |
| 2021 | National Champions                   | Rodger Cummings             |                                               |
| 2021 | Nightmare Alley                      | Carny Boss                  |                                               |
| 2022 | Guillermo del Toro's Pinocchio       | The Black Rabbits (voz)     |                                               |
| 2023 | Ghosted                              | Borislov                    |                                               |
| 2023 | Ninety-Five Senses                   | Coy (voz)                   | Curta-metragem                                |
| 2023 | Asleep in My Palm                    | Tom                         |                                               |
| 2024 | The Bricklayer                       | O'Malley                    |                                               |
| 2024 | Dune: Part Two                       |                             | Cena deletada                                 |
| 2024 | Bang Bang                            | Bernard 'Bang Bang' Rozyski |                                               |
| 2024 | Greedy People                        | TBA                         | Pós-produção                                  |
| 2025 | Captain America: Brave New World     | Samuel Sterns / Líder       | Pós-produção                                  |
| TBA  | The Long Home                        | Hovington                   | Pós-produção                                  |

### Televisão
| Ano        | Título                                      | Personagem                                                                             | Notas                               |
| ---------- | ------------------------------------------- | -------------------------------------------------------------------------------------- | ----------------------------------- |
| 1989–1991  | The Unnaturals                              | Personagens recorrentes                                                                |                                     |
| 1995       | House of Buggin'                            | Sequestrador                                                                           | Episódio: "The Paco Vasquez Story"  |
| 1996       | Dead Man's Walk                             | Johnny Carthage                                                                        | 3 episodes                          |
| 2005       | Stella                                      | Homem da montanha                                                                      | Episódio: "Camping"                 |
| 2005       | Warm Springs                                | Tom Loyless                                                                            | Telefilme                           |
| 2006       | Haskett's Chance                            | —                                                                                      | Piloto; diretor                     |
| 2009       | CSI: Crime Scene Investigation              | Paulie Krill                                                                           | Episódio: "Working Stiffs"          |
| 2011       | CHAOS                                       | Casey Malick                                                                           | 13 episódios                        |
| 2011       | Modern Family                               | Hank                                                                                   | Episódio: "Dude Ranch"              |
| 2012–2015  | Black Dynamite                              | Chief Humphrey Magillahorn / Donald Sterling / PBS Executive / XXX Film Director (voz) | 4 episódios                         |
| 2014       | Klondike                                    | Meeker                                                                                 | 6 episódios                         |
| 2015, 2019 | Unbreakable Kimmy Schmidt                   | Randy                                                                                  | 4 episódios                         |
| 2015       | Z: The Beginning of Everything              | —                                                                                      | Episódio: "Piloto"; diretor         |
| 2015       | For Justice                                 | Ochs Rainey                                                                            | Piloto                              |
| 2017       | Wormwood                                    | Sidney Gottlieb                                                                        | 4 episódios                         |
| 2018       | Dallas & Robo                               | The Woodsman (voz)                                                                     | 8 episódios                         |
| 2019       | Watchmen                                    | Wade Tillman / Espelho                                                                 | 6 episódios                         |
| 2020       | Big City Greens                             | Grampa Ernest Green (voz)                                                              | Episódio: "Garage Tales"            |
| 2022       | Lost Ollie                                  | Zozo (voz)                                                                             | 4 episódios                         |
| 2022       | Guillermo del Toro's Cabinet of Curiosities | Nick Appleton                                                                          | Episódio: "Lot 36"                  |
| 2022       | George & Tammy                              | Roy Acuff                                                                              | Episódio: "The Race Is On"          |
| 2023       | Poker Face                                  | Keith Owens                                                                            | Episódio: "The Future of the Sport" |

### Video game
| Ano  | Jogo                | Personagem          |
| ---- | ------------------- | ------------------- |
| 2008 | The Incredible Hulk | Samuel Sterns (Voz) |

## Links
- Tim Blake Nelson. no IMDb.